# Underoath
Underoath (även Underøath och UnderOATH) var ett amerikanskt post-hardcore/metalcore-band bildat 1997 i Tampa, Florida.
Underoath startade som ett deathcoreband 1998 och släppte sin första skiva 1999 (Act of Depression). Med sin första sångare Dallas Taylor släppte bandet ytterligare två album (Cries of the Past och The Changing of Times). 2003 hoppade han av och Spencer Chamberlain tog över jobbet som sångare. Vid den här tidpunkten bestod bandet av de medlemmar som tillsammans skulle skapa albumet They're Only Chasing Safety (2004) som blev startpunkten för bandets stora framgångar på post-hardcorescenen. Underoaths första spelning i Sverige var 23 april 2009 på Trädgår'n i Göteborg.
Underoath har under många år samarbetat med skellefteföretaget Popcore films som också spelat in Underoaths Grammyvinnande musikvideo. Bandet har också spelat in ett flertal av sina musikvideor i Skellefteå.
Den 5 april 2010 Bestämde sig Aaron Gillespie för att lämna bandet. Underoath upplöstes januari 2013.

## Medlemmar
Senaste medlemmar
- Chris Dudley - keyboard, synthesizer, sampler, programmering (2000-2013)
- Grant Brandell - basgitarr (2002-2013)
- James Smith - rytmgitarr (2003-2013)
- Spencer Chamberlain - sång, gitarr (2003-2013)
- Timothy McTague - sologitarr, bakgrundssång (2001-2013)
- Daniel Davison - trummor (2010-2013)

Tidigare medlemmar
- Aaron Gillespie - trummor, sång (1997-2010)
- Kelly Scott Nunn - rytmgitarr (2002-2003)
- Octavio Fernandez - basgitarr (1999-2000), gitarr (2000-2003)
- Dallas Taylor - sång (1997 - 2003)
- Billy Nottke - basgitarr (2001-2002)
- Matthew Clark - basgitarr (2000-2001)
- Corey Steger - rytmgitarr (1998-1999), sologitarr (2000-2001), bakgrundssång (1998-2001)
- Luke Morton - sologitarr (1997-1999)
- Rey Anasco - basgitarr (1997-1999)

## Diskografi
Studioalbum
- 1999 – Act of Depression
- 2000 – Cries of the Past
- 2002 – The Changing of Times
- 2004 – They're Only Chasing Safety
- 2006 – Define the Great Line
- 2008 – Lost in the Sound of Separation
- 2010 – Ø (Disambiguation)

Livealbum
- 2008 – Survive, Kaleidoscope
- 2010 – Live at Koko